# Loxostege phaeoneuralis
Loxostege phaeoneuralis là một loài bướm đêm trong họ Crambidae.